# Felis silvestris
Il gatto selvatico (Felis silvestris Schreber, 1777) è un piccolo felino, suddiviso in varie sottospecie, che occupa aree vastissime, comprendenti gran parte di Africa, Europa e Asia sud-occidentale e centrale, fino a India, Cina e Mongolia.
È un cacciatore di piccoli mammiferi, uccelli e altre creature di piccole dimensioni. Tra le sue sottospecie viene talvolta incluso anche il cosmopolita gatto domestico (con il nome scientifico F. s. catus), che è stato introdotto in ogni continente e su molte delle isole più grandi del mondo, dove è tornato allo stato selvatico in molte zone. Nel suo areale originario il gatto selvatico si è adattato a una vasta gamma di habitat, come savane, foreste aperte e steppe.
Prove genetiche, morfologiche e archeologiche indicano che il gatto domestico sia stato addomesticato a partire dal gatto selvatico africano, probabilmente 9000-10.000 anni fa, nella Mezzaluna Fertile (Vicino Oriente), in coincidenza con la nascita dell'agricoltura e del bisogno di proteggere i raccolti dai roditori granivori.
Il parente più stretto del gatto selvatico è il gatto delle sabbie (Felis margarita).

## Tassonomia
Fino a pochi anni fa, gli studiosi riconoscevano ben ventidue sottospecie di gatto selvatico:
- F. s. silvestris Schreber, 1777 (Europa centrale);
- F. s. cafra Desmarest, 1822 (Africa meridionale);
- F. s. catus Linnaeus, 1758;
- F. s. caucasica Satunin, 1905 (Caucaso);
- F. s. caudata Gray, 1874 (Turkestan);
- F. s. chutuchta Birula, 1916 (Mongolia meridionale);
- F. s. cretensis Haltenorth, 1953 (Creta);
- F. s. foxi Pocock, 1944 (Nigeria settentrionale);
- F. s. gordoni Harrison, 1968 (penisola arabica);
- F. s. grampia Miller, 1907 (Scozia);
- F. s. griselda Thomas, 1926 (Angola);
- F. s. haussa Thomas e Hinton, 1921 (deserti del Darfur);
- F. s. iraki Cheesman, 1921 (Kuwait e Iraq);
- F. s. jordansi Schwarz, 1930 (Maiorca);
- F. s. lybica Forster, 1780 (Nordafrica);
- F. s. mellandi Schwann, 1904 (Zimbabwe nord-orientale);
- F. s. nesterovi Birula, 1916 (Iraq meridionale);
- F. s. ocreata Gmelin, 1791 (Etiopia);
- F. s. ornata Gray, 1832 (India);
- F. s. reyi Lavauden, 1929 (Corsica);
- F. s. rubida Schwann, 1904 (Repubblica Democratica del Congo);
- F. s. sarda Lataste, 1885 (Sardegna)
- F. s. tristrami Pocock, 1944 (Palestina);
- F. s. ugandae Schwann, 1904 (Uganda).

Nel 2007, tuttavia, dopo una serie di precise analisi genetiche, è stato dimostrato che esistono solamente quattro sottospecie, alle quali ne è stata aggiunta una quinta, il gatto di montagna della Cina, fino ad allora classificato come specie a parte. Attualmente, quindi, le cinque sottospecie riconosciute sono:
- F. s. silvestris Schreber, 1777 - gatto selvatico europeo (diffuso in passato in tutto l'Europa e assente unicamente dalla Fennoscandia);
- F. s. bieti Milne-Edwards, 1892 - gatto del deserto della Cina (diffuso in Cina occidentale, prevalentemente nel Qinghai, ma forse anche nel Sichuan nord-occidentale);
- F. s. cafra Desmarest, 1822 - gatto selvatico sudafricano (diffuso nell'Africa meridionale);
- F. s. lybica Forster, 1780 - gatto selvatico africano (diffuso in tutto il Nordafrica fino alla penisola arabica e al mar Caspio);
- F. s. ornata Gray, 1832 - gatto selvatico asiatico (diffuso dalle rive orientali del Caspio fino all'India occidentale e, a nord, fino al Kazakistan, alla Cina occidentale e alla Mongolia meridionale).

## Descrizione

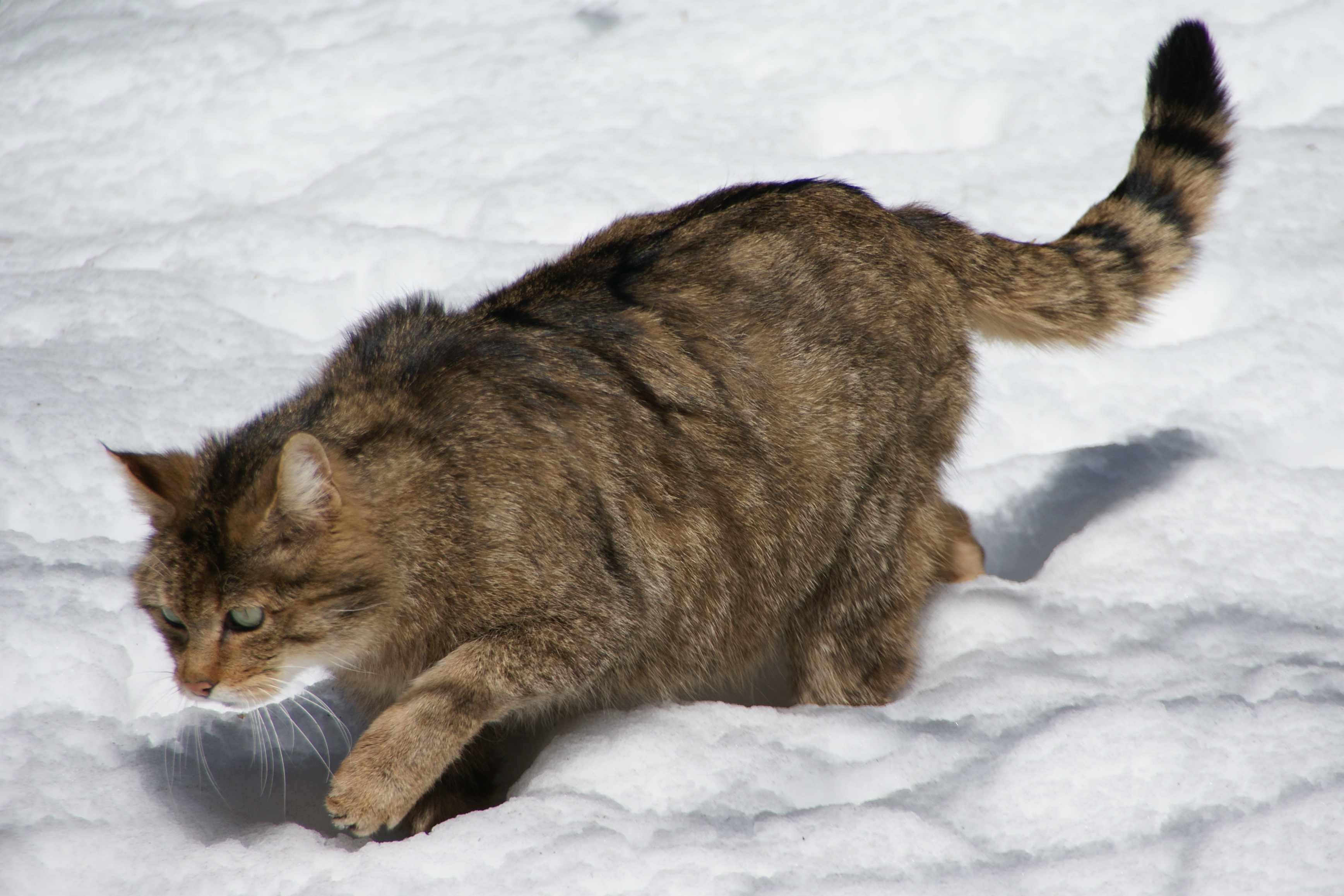
Gatto selvatico europeo.

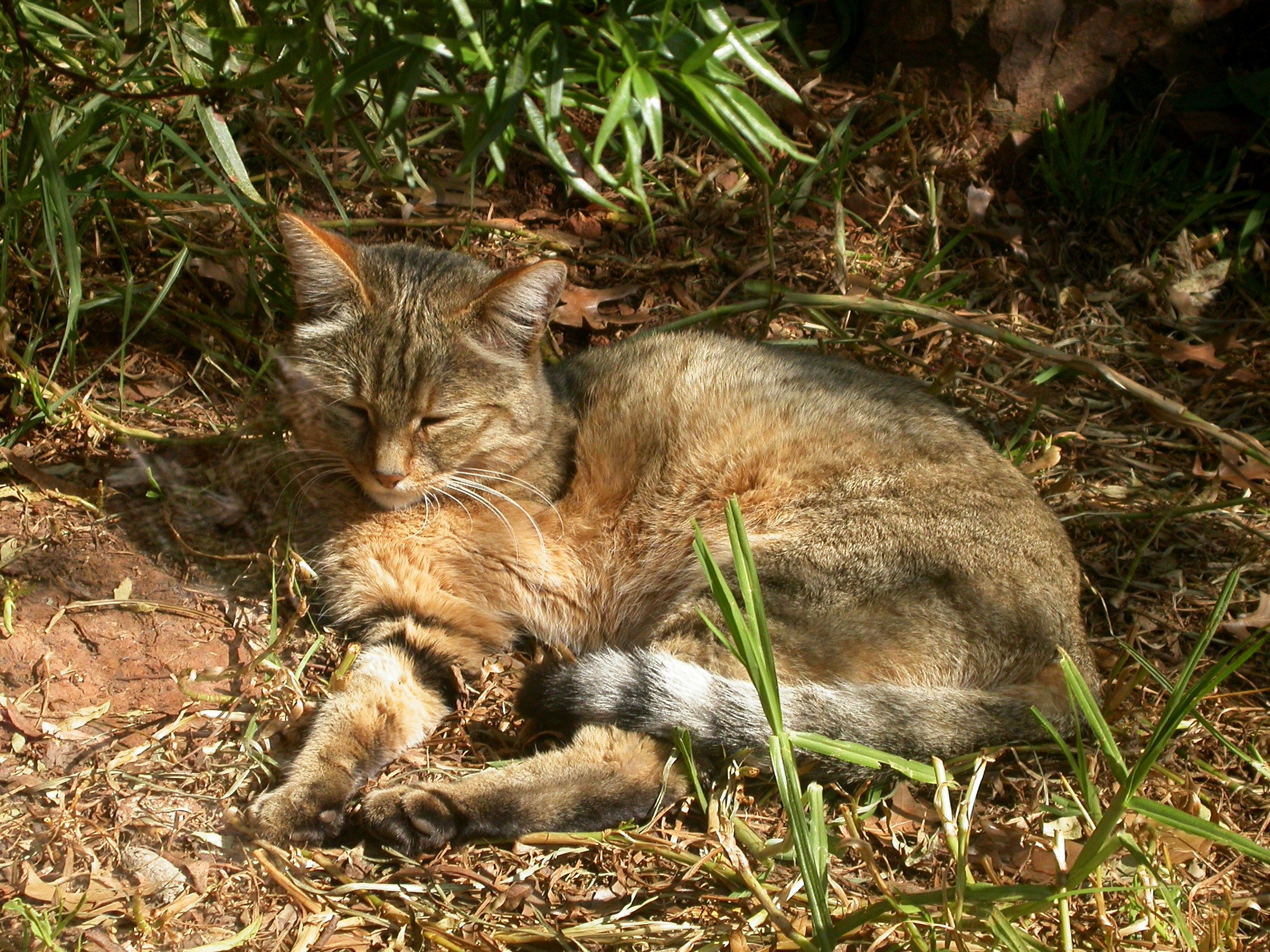
Gatto selvatico sudafricano.

Il gatto selvatico assomiglia, sotto molti aspetti della morfologia, al gatto domestico. Sebbene le razze addomesticate presentino una grande varietà di forme e colori, la specie selvatica è di colore variabile dal giallo chiaro al marrone con strisce o macchie nere. Nelle regioni inferiori i gatti selvatici sono color grigio chiaro e talvolta sono marcate da macchie nere. Sono stati avvistati anche esemplari melanici (completamente neri), ma si tratta probabilmente del frutto di incroci con gatti domestici.
Il gatto selvatico misura 36,5–80 cm di lunghezza, ai quali vanno sommati altri 21–45 cm di coda. L'altezza alla spalla è di 25–45 cm. Il peso varia sensibilmente, dal momento che le sottospecie più piccole possono pesare meno di 1,6 kg e quelle più grandi raggiungere i 13 kg, sebbene siano pochi gli esemplari che superano gli 8 kg. Quasi tutti gli esemplari, tuttavia, pesano tra i 3 e i 6 kg. Le sottospecie africane e asiatiche tendono a essere più snelle del gatto selvatico europeo, e sono ricoperte da una pelliccia più corta di colore marrone chiaro.
Simile nell'aspetto a un gatto soriano muscoloso e di grandi dimensioni, il gatto selvatico europeo ha mantello lungo e folto, testa larga e muso abbastanza piatto. Ha una costituzione piuttosto compatta, con zampe brevi, orecchie ben distanziate tra loro e coda che misura poco più di metà della lunghezza testa-corpo. Il mantello, piuttosto appariscente, presenta strisce scure ben definite su testa, collo, zampe e lungo il dorso, mentre la coda, grossa e dall'estremità arrotondata di colore nero, è ricoperta da anelli scuri. Il gatto selvatico della Scozia, precedentemente classificato come sottospecie a sé con il nome F. s. grampia, è il rappresentante più grande e pesante tra tutte le popolazioni di gatto selvatico.
Il gatto selvatico africano è più slanciato e ha coda e zampe più lunghe rispetto alle altre sottospecie. Le scapole, piuttosto sviluppate in altezza, gli conferiscono un modo di camminare caratteristico, simile a quello del ghepardo, e quando l'animale sta seduto adotta una posizione quasi verticale. Il mantello è di colore estremamente variabile, dal grigio al rosso, spesso con fitte macchie che formano bande o strisce. Tuttavia, tutti gli esemplari della sottospecie presentano il dorso delle orecchie di colore rosso-bruno. Generalmente, negli ambienti più aridi si incontrano esemplari di colore più chiaro, mentre nelle regioni umide e boscose vivono esemplari dal mantello più maculato e striato.
Il gatto selvatico sudafricano è stato riconosciuto come sottospecie a sé solo recentemente, dal momento che fino a poco tempo fa era considerato una particolare forma del gatto selvatico africano, a cui somiglia moltissimo nell'aspetto.
Il gatto selvatico asiatico è generalmente di colore giallo chiaro, sebbene talvolta si incontrino anche esemplari rossastri o grigio-giallastri, ed è ricoperto da piccole macchie che tendono a formare linee verticali su tronco e fianchi. Il mantello tende a essere corto, ma la sua lunghezza varia a seconda dell'età e della località. La coda ha una breve estremità nera e alla sommità delle orecchie è presente un piccolo ciuffo di peli.
Il gatto di montagna della Cina, la meno conosciuta tra tutte le sottospecie di gatto selvatico, è di colore grigio-giallo chiaro uniforme, con peli di guardia più lunghi di colore marrone scuro. Strisce scure poco evidenti possono correre lungo il margine esterno delle brevi zampe, così come due caratteristiche strisce lungo le guance, sopra e sotto gli occhi. Il dorso delle orecchie è grigio-giallo, con ciuffetti auricolari marrone scuro. Tre o quattro anelli circondano l'estremità della coda, breve e dalla punta nera.

## Distribuzione e habitat
Con una vasta area di distribuzione che si estende su gran parte di Europa, Africa e Asia occidentale, meridionale e centrale, il gatto selvatico è la specie di felino dall'areale più vasto.
Il gatto selvatico europeo è diffuso dalla Scozia, a nord, fino all'Europa sud-orientale, comprese alcune isole del Mediterraneo, ma la sua distribuzione è divenuta estremamente frammentata in seguito alla persecuzione e alla distruzione dell'habitat. In Italia è presente in tutta l'area interna centro-meridionale (anche in Sicilia), con segnalazioni al confine tra Liguria, Piemonte e Francia e in Friuli-Venezia Giulia, nonché in Sardegna. In Germania è presente nella Foresta di Zitter.

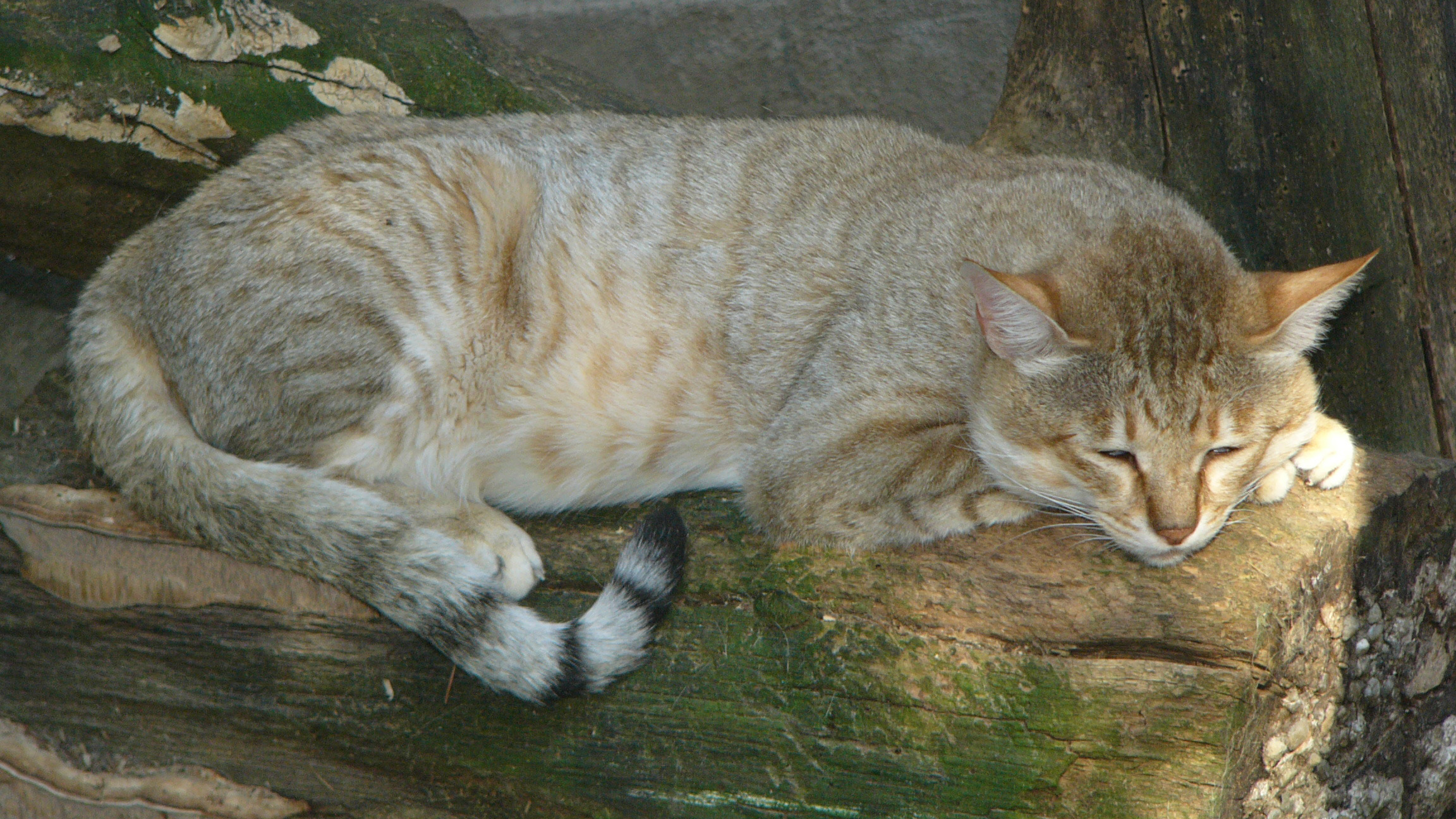
Gatto selvatico africano.

Il gatto selvatico africano è diffuso in gran parte dell'Africa, dalle regioni settentrionali verso sud, aggirando il Sahara lungo le coste orientali del continente ed evitando unicamente le foreste pluviali equatoriali e, soprattutto, i deserti veri e propri; si incontra inoltre nella penisola arabica e in Medio Oriente, fino al mar Caspio. Il confine tra questa sottospecie e quella sudafricana non è ben definito, ma si ritiene che sia situato nel sud-est del continente, attorno a Tanzania e Mozambico.
Il gatto selvatico asiatico si incontra dalle sponde orientali del mar Caspio fino all'India occidentale, al Kazakistan, alla Mongolia meridionale e alla Cina occidentale, ove viene rimpiazzato dal gatto di montagna della Cina.
Estremamente adattabile e opportunista, il gatto selvatico è presente in quasi ogni habitat del proprio areale, dai deserti e dalle savane arbustive alle foreste secche e miste. Tuttavia, è generalmente assente dalle aree coltivate e dalle foreste pluviali tropicali e si spinge solo raramente all'interno delle aree desertiche.
Il gatto selvatico europeo vive perlopiù nelle foreste di latifoglie o in quelle miste, ma anche nella macchia mediterranea, nelle foreste rivierasche, ai margini delle paludi e lungo le aree costiere. Le due sottospecie africane si incontrano in tutti gli habitat, a eccezione di foreste tropicali e deserti.
Il gatto di montagna della Cina vive prevalentemente nei prati alpini, tra i 2500 e i 5000 m di quota, del margine orientale dell'altopiano del Tibet, mentre il gatto selvatico asiatico popola soprattutto i semideserti, fino a circa 3000 m di quota.

## Biologia
Il gatto selvatico è estremamente cauto nei confronti dell'uomo e cerca sempre di non avvicinarsi alle zone abitate. È una creatura solitaria e ciascun esemplare difende un proprio territorio di 1,5–12 km², a seconda dell'ambiente locale. I maschi tendono a possedere territori più estesi delle femmine, e il loro areale si sovrappone a quello di tre-sei femmine vicine. Gatti selvatici di ambo i sessi marcano i propri territori depositando feci in luoghi esposti e rilasciando marcature odorose spruzzando urina, strofinando le guance e grattando il terreno.
I principali competitori del gatto selvatico sono le volpi, le martore, gli sciacalli dorati e i gatti della giungla. Dove gli areali delle due specie si sovrappongono, ad esempio nel Caucaso, i gatti della giungla abitano le pianure, mentre i gatti selvatici vivono nelle foreste di faggi che crescono sulle pendici dei monti; inoltre, nei luoghi ove è presente una delle due specie, l'altra è del tutto assente o è presente solo con pochi esemplari. Nell'Europa centrale le martore uccidono i piccoli di gatto selvatico, e occasionalmente assalgono anche esemplari adulti.

### Alimentazione

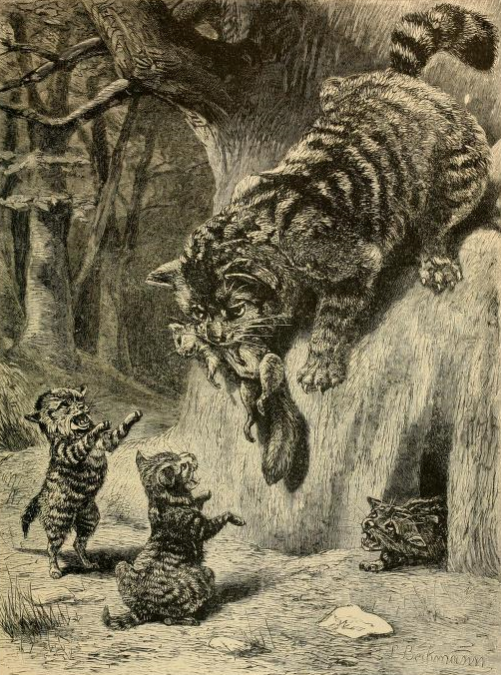
Famigliola di gatti selvatici europei in Vita degli Animali di Brehm.

Il gatto selvatico è prevalentemente carnivoro; insetti e vegetali costituiscono solo una piccolissima parte della sua dieta. A prescindere dalla sottospecie, le prede preferite sono piccoli mammiferi, in particolare roditori e conigli, con le lucertole che costituiscono la terza preda principale in Portogallo, e gli uccelli la meno comune. È, tuttavia, un predatore opportunista, che in vari casi è stato visto anche divorare anfibi, pesci, mustelidi, scorpioni e perfino piccoli di capriolo o antilope.

### Riproduzione
I gatti selvatici si riproducono generalmente un'unica volta all'anno, sebbene possa essere partorita una seconda nidiata se tutti i componenti della prima muoiono. Il gatto selvatico europeo si riproduce tra febbraio e marzo, mentre la sottospecie sudafricana preferisce riprodursi nel corso della stagione umida, quando le prede sono più abbondanti. Il gatto selvatico nordafricano, invece, è stato visto riprodursi in ogni periodo dell'anno, senza nessuna preferenza per una particolare stagione. L'estro dura due-otto giorni e la gestazione 56-69 giorni, sebbene nelle sottospecie africane tenda a essere un po' più breve che in quella europea.
Prima di partorire la madre prepara una tana nel sottosuolo o in un altro luogo riparato. In natura, ciascuna nidiata comprende da uno a cinque piccoli, ma quelle composte da tre-quattro piccoli sono le più frequenti. Alla nascita i gattini pesano 75-150 g e sono ciechi e inermi. In un primo momento sono maculati, ma successivamente, durante la crescita, le macchie si fondono fino a formare delle strisce. Aprono gli occhi dopo sette-dodici giorni e iniziano a procurarsi il cibo da soli a dieci-dodici settimane di età. Verso i due mesi sono pienamente sviluppati e iniziano a condurre vita indipendente dopo il terzo mese; entro il primo anno di vita, quando raggiungono la maturità sessuale, devono riuscire a occupare e difendere un proprio territorio.
In cattività i gatti selvatici vivono fino a sedici anni.

## Conservazione
I principali fattori di rischio per la sopravvivenza di questa specie sono l'ibridazione con i gatti domestici, le malattie che questi ultimi possono trasmettere e la competizione con gli esemplari randagi. Tra gli altri ricordiamo la continua distruzione dell'habitat e la frammentazione e il degrado di quest'ultimo in alcune aree (sebbene in altre zone d'Europa la foresta stia di nuovo ricrescendo, in seguito all'abbandono dei terreni agricoli). Costituiscono un problema anche le uccisioni lungo le strade e, in certe aree, la persecuzione umana.
La popolazione europea più numerosa è quella stanziata sui monti Eifel, in Germania. Nelle regioni meridionali del Paese sono stati condotti anche alcuni programmi di reintroduzione. L'Associazione Europea degli Zoo e degli Acquari (EAZA) sta cercando di istituire uno studbook europeo della specie, che dovrebbe contenere dati sulle popolazioni in cattività nei Paesi a essa aderenti. Il gatto selvatico è una delle specie oggetto della Campagna per i Carnivori Europei della EAZA, attiva dal 2008–10, con lo scopo di migliorare le condizioni delle popolazioni di carnivori esistenti e inoltre di supportare vari studi sul campo per ognuna delle sedici specie selezionate.